# Liste de locutions latines commençant par E
Aller à l'index de locutions latines
E fructu arbor cognoscitur« On reconnaît l'arbre à ses fruits. »
E Pluribus Unum« De plusieurs est un. » Ou mieux : « De plusieurs, faisons un. » Devise des États-Unis d'Amérique.
Ecce panis angelorum« Voici le pain des anges. » Paroles inscrites parfois à proximité de l'autel des églises catholiques et qui fait référence à l'Hostie, à la Cène, au Corps du Christ et à l'Élévation.
Ecce Homo« Voici l'homme. » Paroles de Pilate présentant Jésus à la foule, selon l'Évangile de Jean, 19, 5.
Ecclesia abhorret sanguinem ou Ecclesia abhorret a sanguine« L'Église a horreur du sang. » Cette expression ne figure dans aucun texte de l'Église catholique. Sa première référence se trouve dans un ouvrage de François Quesnay de 1744 ayant pour sujet l'histoire de la chirurgie en France. Voir ici le fac-simile de la page de cet ouvrage où se trouve cette locution.
Editio princeps« Édition originale. » Première édition d'un ouvrage imprimé.
Ego non« Pas moi. » Voir Etiamsi omnes, ego non.
Ego sum qui sum« Je suis celui qui est. » Bible, Exode, 3, 14. Dans l'épisode du Buisson ardent, Moïse demande à Dieu de lui révéler son nom. Celui-ci répond : "Je suis יהוה". Ce nom est une conjugaison antique du verbe hébreu "être", qui signifie « Celui qui est ». Selon la tradition hébraïque, ce tétragramme sacré, translittéré "YHWH", ne saurait être prononcé. Sa prononciation exacte est donc inconnue. Toutefois, les Humanistes l'ont transcrit Jehovah (à prononcer "Iéhwah") ; dans les éditions modernes, on trouve aussi les transcriptions "Yahvé", "Yahweh", "Iahvé"… (Dans les langues sémitiques, les voyelles ne sont pas notées, ce qui en autorise des lectures différentes.) Une traduction plus compréhensible (mais moins littérale) du texte biblique pourrait être : « Mon nom est Yahweh, ce qui signifie "Celui qui est". »
Ego te absolvo« Je t'absous. » ou « Je te pardonne. » Abréviation de la formule Dominus noster Jesus Christus te absolvat ; et ego auctoritate ipsius te absolvo ab omni vinculo excommunicationis  et interdicti in quantum possum et tu indiges. Deinde, ego te absolvo a peccatis tuis in nomine Patris, et Filii, et Spiritus Sancti. Amen. c'est-à-dire « Que Notre Seigneur Jésus Christ te pardonne ; et sous son autorité je t'absous de toute excommunication ou interdiction, dans la mesure de mon pouvoir et pour autant que tu en aies besoin. Par là, je t'absous de tes péchés au nom du Père et du Fils et du Saint Esprit. Amen. » Formule utilisée par le prêtre lors de la confession dans la liturgie catholique.
Eheu fugaces labuntur anni« Hélas, (Postumus) les ans s'enfuient, éphémères. » Horace, Odes, 2, 14.
Ejusdem generis« Du même genre. » Expression juridique. Indique qu'une liste non limitative ne s'applique toutefois qu'aux choses du même genre.
Ejusdem farinae« De la même farine. » latin macaronique. S'emploie pour faire une comparaison péjorative. (Toutefois Balzac l'emploie dans Le Père Goriot avec un sens mélioratif) L'expression a son origine chez le poète latin Perse, Épîtres, 5, 115. Locution utilisée pour établir une comparaison entre des personnes ayant mêmes vices, mêmes défauts, etc.
Ejusdem furfuris« Du même son*. » (* enveloppe du grain de blé.) Même sens que Ejusdem farinae.
Ens causa sui« Existant par soi-même. » Traditionnellement : dont l'existence ne résulte d'aucun autre principe ; tel que Dieu ou l'Être suprême. Voir aussi Sui generis.
Entitas ipsa involvit aptitudinem ad extorquendum certum assensum« La réalité suppose le pouvoir d'obtenir l'assentiment commun. » Expression de la philosophie occidentale sur le nature de la Vérité.
Eo ipso« Par soi-même ; lui-même ; exactement. » Par exemple : Eo ipso die « Ce jour-là précisément. »
Epicuri de grece porcum« Pourceau du troupeau d'Épicure. » Horace, Épîtres, 1, 4, 16. La philosophie du juste milieu d'Horace est excédée par l'austérité des Stoïciens : il enchérit ironiquement sur leur langage en se ravalant lui-même au rang de brute et de pourceau.
Equo ne credite« Ne faites pas confiance au cheval. » Virgile, l’Énéide, 2, 48-49. Par allusion au cheval de Troie. Voir ici les vers de Virgile.
Erga omnes« Opposable à tous, aux tiers. » Expression juridique.
Ergo« Donc ; par conséquent. » Conclut un raisonnement logique. Voir Cogito ergo sum.
Ergo glu capiuntur aves« C'est pourquoi les oiseaux se prennent à la glu. » Expression burlesque par laquelle on se moque de grands raisonnements qui ne mènent à rien.
Eritis sicut dii« Vous serez comme des dieux. » Paroles du Serpent (Genèse, 3, 5) qui s'adresse ainsi à Ève pour la décider à manger du fruit défendu. Voir ici le récit biblique.
Errata« Erreurs. » Dans un ouvrage, liste des erreurs à corriger.
Erratum« Erreur. » Erreur à corriger. Dans un ouvrage : souvent dans un feuillet inséré ou, lors d'une réédition, en note de bas de page ou en annexe.
Errare humanum est, perseverare diabolicum« Il est humain [dans la nature de l'Homme] de se tromper, mais persévérer [dans l'erreur] est diabolique. » La formule est une amplification de l’expression plus brève Errare humanum est. Celle-ci est fréquemment – et sûrement de façon incorrecte – attribuée à Sénèque. On ne la trouve pas, par une exploration systématique, dans la quinzaine de ses œuvres les plus connues. De plus, l’adjectif diabolicus ne relève pas du latin classique mais plutôt du latin médiéval.
Error communis facit jus« Une erreur commune fait naître une apparence de droit. » Adage juridique. Une erreur commune peut donc constituer un obstacle à des poursuites pour infraction a la loi pénale.
Esse quam videri« Être plutôt que paraître. » Devise d'usage répandu. Fréquemment attribuée à Cicéron (Des Devoirs, 26, 97) ; mais la formule y est employée dans un sens si différent qu'il s'agit d'un contre-sens. (Voir ici le texte de Cicéron). La source de la formule est plus surement dans Salluste, Guerre de Catilina, 54. (Voir ici le texte de Salluste)

Et alibi« Et en autres lieux. » Abrégé : et al. Variante de et cetera. Expression ajoutée après une liste de noms de lieux pour indiquer des lieux non cités.
Et alii« Et les autres. » (Souvent abrégée en et al. ou e.a.) Expression ajoutée après le nom du ou des principaux auteurs d'un ouvrage pour désigner collectivement les collaborateurs secondaires.
Et campos ubi Troja fuit« Et les champs où fut Troie. » Virgile, l’Énéide, 3, 12. Troie est en flammes.  Tous ceux qui ont échappé au désastre sont réunis autour d'Énée. « Alors, dit-il, je quitte en pleurant les rivages de la patrie, le port hospitalier et les champs où fut Troie. » Ce vers plein de tristesse et de mélancolie, est resté l'expression éloquente de la douleur des peuples chassés de leur patrie.
Et cetera« Et toutes les autres choses. » (Abrégée en etc.) Ajoutée après une liste de choses pour spécifier toutes les autres choses du même genre.
Et cæteraVariante orthographique de Et cetera.
Et cœteraVariante orthographique de Et cetera.
Et cum spiritu tuo« Et avec ton esprit ». Dans le rite de la messe catholique, réponse donnée par l'assemblée au salut donné par le célébrant, Dominus vobiscum.
Et facta est lux« Et la lumière fut. » Voir Fiat lux !
Et in Arcadia ego« Je suis aussi en Arcadie. » ou plus exactement,ET en début de locution ayant cette signification,"Même en Arcadie je suis (présente)". L'Arcadie est, pour les Anciens, le lieu des félicités. Mais la Mort personnifiée dit : "Je suis aussi en Arcadie". Cette formule est le titre de deux tableaux de Nicolas Poussin, plus connus comme Les Bergers d'Arcadie, dans lesquels des bergers sont réunis autour du sombre bloc d'un tombeau. Formule équivalente : Memento mori.
Et lux in tenebris lucet«  La lumière luit dans les ténèbres » Évangile de Jean, 1, 5. Voir ici les versets en contexte.
Et nunc reges, intelligite… erudimini, qui judicatis terram«  Et maintenant, vous les grands de ce monde, instruisez-vous, vous qui décidez du sort du monde ! » Psaumes, 2, 10 (voir ici). Cité par Bossuet dans son oraison funèbre de la reine Henriette d'Angleterre (Madame se meurt, madame est morte…) pour signifier que les malheurs des rois sont pour les hommes la plus éclatante et la plus instructive des leçons.
Et sequentes« Et suivantes. » Abrégé en et seq. : Utilisé pour renvoyer à une page et suivantes d'un ouvrage cité en référence.
Et seq.Abréviation de et sequentes.
Et suppositio nil ponit in esse« Supposer une chose ne lui confère pas l'existence. » Principe de scolastique médiévale. Voir A posse ad esse non valet consequentia.
Et tu Brute«  Et toi aussi, Brutus. » Expression par laquelle Shakespeare rend dans sa tragédie Jules César le Tu quoque mi fili prononcé par César au moment de sa mort. Expression généralement utilisée dans le monde anglo-saxon là où les francophones disent "Et toi aussi, mon fils !".
etc.Voir et cetera.
Etiam innocentes cogit mentiri dolor«  La douleur force à mentir même les innocents. » Publius Syrus. Cette formule a été reprise par Montaigne,  cf. Essais, 2, 15. Voir le texte ici.
Etiam periere ruinæ«  Les ruines même ont péri. » Lucain, La Pharsale, 9, 969. Paroles mélancoliques du Lucain racontant la visite de César aux ruines de Troie.
Etiamsi omnes, ego nonLittéralement : « Pas moi, même contre tous les autres. » Évangile de Matthieu, 26, 33. Paroles de Pierre à Jésus. Voir ici le contexte. A servi de thème de résistance, en particulier dans l'Allemagne nazie (Philipp von Boeselager ; Joachim Fest, dont la biographie porte le titre Ich Nicht - traduction allemande de Ego non.)
Ex abrupto«  Brusquement ; sans préambule. » Voir aussi Ab Abrupto.
Ex abstracto« À partir de l'abstrait ; dans l'abstrait. »
Ex æquo« À égalité.»
Ex Africa semper aliquid novi«  D'Afrique surgira toujours du neuf. » Pline l'Ancien, Histoire naturelle, 8, 17, 42. Voir ici l'intégralité du paragraphe, qui explicite le contexte.
Ex animoLittéralement : « Venant de mon âme », c'est-à-dire « sincèrement. »
Ex-ante« Au préalable. » En économie, une analyse "ex-ante" est une analyse prévisionnelle intervenant avant la survenance des faits étudiés. Voir Ex-post ; voir aussi A priori.
Ex cathedra« De la chaire. » Un enseignement ex cathedra se réfère, dans la théologie catholique, à un enseignement du pape dont on considère qu'il a l'intention d'invoquer l'infaillibilité. Expression utilisée couramment pour qualifier l'enseignement d'un maître supposé incontestable, voire, plus péjorativement, d'un enseignement magistral excluant toute question ou contestation, qui ignore l'auditoire et sa compréhension du sujet.
Ex dolo malo« Par fraude ». Dolus malus est le terme romain désignant la fraude ou la tromperie. Le principe de droit romain est : ex dolo malo non oritur actio, c'est-à-dire « aucune poursuite judiciaire ne saurait résulter de la fraude ou de la tromperie. »
Ex-dono« Provenant du don, de la donation de… » où suit le nom du donateur. Se lit dans les musées sous les œuvres provenant d'une donation.
Ex falso sequitur quod libet« Du faux découle ce que l'on veut. » Principe de raisonnement logique selon lequel d'une proposition fausse on peut déduire n'importe quelle proposition.
Ex gratia« Par bonté. » Désigne une action, un don effectué par bonté, sans attendre de gain ou de récompense. Selon le droit romain, un don ex gratia exclut toute autre responsabilité ou obligation.
Ex hypothesi« Par hypothèse. »
Ex infra« Comme il résulte de ce qui est dit plus loin. » Référence dans des écrits universitaires.
Ex libris« Faisant partie des livres de… » Mention apposée sur la page de garde d'un livre pour en indiquer le propriétaire.
Ex-librisGravure personnalisée, accolée en tête d'un livre, pour en désigner le propriétaire.
Ex malo bonum« Du mal peut naître un bien. » Augustin d'Hippone, Sermon LXI.[réf. nécessaire] [Texte original nécessaire, Traduction en Domaine Public nécessaire]. Voir Bonum ex malo non fit.
Ex mea sententia« À mon avis. »
Ex nihilo nihil« De rien rien ne nait. » Principe fondamental de la philosophie épicurienne. Version abrégée de Ex nihilo nihil fit. En droit, le contrat nul est censé n’avoir jamais existé et ne peut engendrer aucun effet et ceux qu’il a pu produire doivent être rétroactivement effacés
Ex nihilo nihil fit« De rien rien ne nait, » ou littéralement « rien n'est fait à partir de (par) rien. » Cette formule – ou une formule voisine – serait due d'abord à Empédocle et aurait été reprise par Lucrèce. Toutefois, ces deux références partout recopiées sont suspectes et demandent à être vérifiée. On trouve l'expression dans Perse, Satires, 3, 84 : voir ici le contexte. À l'origine, elle signifiait : « On n'a rien sans rien. » Elle a pris par la suite un sens philosophique plus vaste pour dire que « tout effet a une cause » (voir Causalité). Enfin, plus récemment encore, en physique contemporaine, elle est associée aux lois de conservation et de symétrie (voir Emmy Noether).
Ex novo« De neuf. » Se dit de quelque chose qui a été élaboré de neuf, à partir de rien. Voir De novo.
 Ex nudo pactoAbréviation de Ex nudo pacto oritur actio nudum a solemnitate sed non nudum a causa : « Une action naît du pacte nu, nu de formalisme mais non de cause ». Locution de droit romain qui signifie qu'un contrat peut être rompu non dans la lettre mais dans l'esprit.
Ex nunc« À partir de maintenant. » Utilisé particulièrement en matière de droit.
Ex officio« De par sa fonction. » En vertu de sa position ou de son rang.
Ex opere operantis« Par l'œuvre de l'opérant. » Proposition de théologie catholique qui s'oppose à la proposition Ex opere operato. Cette proposition signifie que la grâce d'un sacrement dépend de l'état ou des dispositions de celui qui l'administre / de celui qui le reçoit.
Ex opere operato« Par le fait que le rite est accompli. » Proposition de théologie sacramentelle catholique attribuée à Saint Thomas. Cette proposition signifie que Dieu se donne indubitablement lors d'une célébration rituelle sacramentelle, s'il est administré de la manière prescrite par l'Église. Cette grâce divine ne dépend pas de l'excellence spirituelle de celui qui administre le sacrement, ni de celui qui le reçoit. Le rite du sacrement porte en lui-même sa propre efficience. Le Concile de Trente a posé la thèse du caractère ex opere operato des sacrements.
Ex pede Hercule« Par la mesure du pied d'Hercule vous aurez sa taille tout entière. » La connaissance de la partie donne accès au tout. Application des lois de proportionnalité découvertes pas les pythagoriciens et transmise sous cette forme par Aulu-Gelle.
Ex-post« Après coup. » En économie, une analyse "ex-post" est une étude intervenant après la survenance des faits étudiés. Voir Ex-ante ; voir aussi A posteriori.
Ex silentio« Par le silence. » Un argument qui ne reçoit ni réplique ni réfutation est supposé admis. Argumentum ex silentio : argument admis comme vrai puisque le contradicteur n'a su y trouver d'objection.
Ex situqualifie une opération ou un phénomène observé en dehors de l'endroit où il se déroule à l'origine (s'oppose à In situ).
Ex supra« Comme il résulte de ce qui a été dit ci-dessus. » Référence dans un ouvrage universitaire.
Ex tempore« À l'instant ; tout de suite ; immédiatement. »
Ex tenebris lux« Des ténèbres viendra la lumière. » Devise de la ville de Genève, Suisse.
Ex ungue leonem« On reconnaît le lion à sa griffe. » c.a.d le signe révélateur d' un grand talent ou d' un grand caractère, On reconnaîtrait, selon l'adage, l'artiste à sa "patte".
Ex vi termini« Par la force du terme. » Par définition.
Ex vulgus scientia« La sagesse populaire. »
Ex vivo« En dehors de l'organisme vivant. » En biologie, expression employée pour ce qui est relatif aux cellules cultivées en milieu artificiel. Voir In vivo.
Ex voto« En conséquence d'un vœu. » Voir Ex-voto.
Ex-votoOffrande faite à un dieu en demande d'une grâce ou en remerciement d'une grâce obtenue.
Exceptio est strictissimae interpretationis« L'exception doit être interprétée de la façon la plus stricte. » Adage juridique.
Exceptio firmat regulam in casibus non exceptis« L'exception confirme la règle quant aux cas non exceptés. » Adage juridique.
Exceptio plurium concumbentium« L'exception de pluralité d'amants [de la mère]. » Argument employé en défense  par le père putatif contre une action en recherche de paternité ou une action alimentaire.
Excusatio non petita accusatio manifesta« Une excuse non demandée est un aveu de culpabilité. » En français : "Qui s'excuse s'accuse."
Exeat« Qu'il sorte. » Permission de sortir ; billet de sortie ; autorisation d'exercer dans un autre établissement, une autre institution.
Exegi monumentum ære perennius« J'ai érigé un monument plus durable que l'airain. » Horace, Odes, 3, 30, 1. Voir Ære perennius exegi monumentum. Le poète, terminant le recueil de ses trois premiers livres, promet à son œuvre l'immortalité. Voir le texte ici.
Exempli gratia« Par exemple. » Souvent abrégé en e.g. La forme e.g. est encore très employée dans quelques langues, comme l'anglais, y compris à l'oral. Dans l'édition, annonce une illustration dans les notes en bas de page sous la forme toujours abrégée : e.g.
Exemplum est argumentatio in qua ex uno singulari infertur, quod fieri potest a pari, vel a contrario, vel a fortiori« L'argument par l'exemple est celui par lequel, en partant d'un cas particulier, on conclut à ce qui peut être fait par équivalent, au contraire, ou à plus forte raison. » Adage juridique.
Exeunt« Ils sortent. » Parfois utilisé au théâtre en didascalie pour indiquer que les personnages sortent de la scène.
Exit« Il sort. » Parfois utilisé au théâtre en didascalie pour indiquer que le personnage sort de la scène.
Exoriare aliquis nostris ex ossibus ultor« Qu'un vengeur naisse un jour de ma cendre ! » Virgile, l’Énéide, 4, 626. Imprécation de Didon mourante. Virgile fait remonter à Didon la haine qui divisa Rome et Carthage. Le vengeur futur qu'évoque Didon, c'est Annibal, ennemi irréconciliable et terrible des Romains.
Experimentum crucis« Expérience cruciale. » Preuve décisive d'une théorie scientifique.
Extra ecclesiam nulla salus« Hors de l'Église, point de salut. » Mots de Saint Cyprien de Carthage, évêque du IIIe siècle, exprimant que la doctrine de l'Église catholique est indispensable au salut.
Extra omnes« Tous dehors ! » Expression employée lors d'un conclave pour faire sortir de la Chapelle Sixtine ceux qui ne participeront pas à l'élection du prochain pape.
Aller à l'index de locutions latines

### Ecclesia abhorret sanguinem
François Quesnay, Recherches critiques et historiques sur l'origine, sur les divers états et sur les progrès de chirurgie en France, page 35. Paris, 1744.

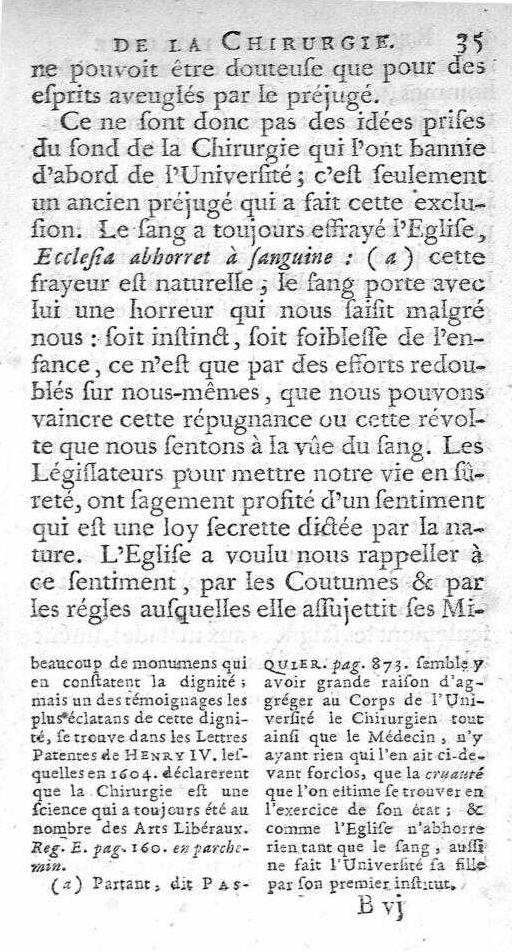

Retour à la liste des locutions latines

### Equo ne credite
Virgile, l’Énéide, II, 48-49. [Traduction : Université catholique de Louvain.]
| Primus ibi ante omnis, magna comitante caterua, Laocoon ardens summa decurrit ab arce, et procul : "O miseri, quae tanta insania, ciues ? Creditis auectos hostis ? Aut ulla putatis dona carere dolis Danaum ? Sic notus Ulixes ? Aut hoc inclusi ligno occultantur Achiui, aut haec in nostros fabricata est machina muros inspectura domos uenturaque desuper urbi, aut aliquis latet error; equo ne credite, Teucri. Quicquid id est, timeo Danaos et dona ferentis." | Lors, en tête d'une importante troupe qui l'escorte, Laocoon dévale, tout excité, du sommet de la citadelle, et de loin s'écrie : "Malheureux, quelle est cette immense folie, mes amis ? Croyez-vous les ennemis partis ? Pensez-vous que des Danaens un seul présent soit exempt de pièges ? Ne connaissez-vous pas Ulysse ? Ou bien des Achéens sont enfermés et cachés dans ce cheval de bois, ou bien cette machine a été fabriquée pour franchir nos murs, observer nos maisons, et s'abattre de toute sa hauteur sur la ville, ou bien elle recèle un autre piège : Troyens, ne vous fiez pas au cheval. De toute façon, je crains les Danaens, même porteurs de présents." |
Retour à la liste des locutions latines

### Eritis sicut dii
Bible, Vulgate de Saint-Jérôme, Genèse, 3. [Traduction Louis Segond, 1910.]
| (1) Serpens erat callidior cunctis animantibus terrae quae fecerat Dominus Deus qui dixit ad mulierem cur praecepit vobis Deus ut non comederetis de omni ligno paradisi (2) cui respondit mulier de fructu lignorum quae sunt in paradiso vescemur (3) de fructu vero ligni quod est in medio paradisi praecepit nobis Deus ne comederemus et ne tangeremus illud ne forte moriamur (4) dixit autem serpens ad mulierem nequaquam morte moriemini (5) scit enim Deus quod in quocumque die comederitis ex eo aperientur oculi vestri et eritis sicut dii scientes bonum et malum (6) vidit igitur mulier quod bonum esset lignum ad vescendum et pulchrum oculis aspectuque delectabile et tulit de fructu illius et comedit deditque viro suo qui comedit | Le serpent était le plus rusé de tous les animaux des champs que l'Éternel Dieu avait faits. Il dit à la femme : Dieu t'a-t-il réellement dit : Vous ne mangerez pas de tous les arbres du jardin ? La femme répondit au serpent : Nous mangeons du fruit des arbres du jardin. Mais quant au fruit de l'arbre qui est au milieu du jardin, Dieu a dit : Vous n'en mangerez point et vous n'y toucherez point de peur que vous ne mouriez. Alors le serpent dit à la femme : Vous n'en mourrez point ; mais Dieu sait que, le jour où vous en mangerez, vos yeux s'ouvriront et vous serez comme des dieux, connaissant le bien et le mal. La femme vit que l'arbre était bon à manger et agréable à la vue, et qu'il était précieux pour ouvrir l'intelligence ; elle prit de son fruit et en mangea ; elle en donna aussi à son époux, qui était auprès d'elle, et il en mangea |
Retour à la liste des locutions latines

### Esse quam videri(Cicéron)
Cicéron, De Amicita, [Traduction : Charles Appuhn ; Cicéron, De la vieillesse, De l'amitié, des Devoirs ; Paris, Garnier, 1933.]
| Omnino est amans sui uirtus ; optime enim se ipsa nouit, quamque amabilis sit, intellegit. Ego autem non de uirtute nunc loquor sed de uirtutis opinione. Virtute enim ipsa non tam multi praediti esse quam uideri uolunt. Hos delectat assentatio, his fictus ad ipsorum uoluntatem sermo cum adhibetur, orationem illam uanam testimonium esse laudum suarum putant. Nulla est igitur haec amicitia, cum alter uerum audire non uult, alter ad mentiendum paratus est. Nec parasitorum in comoediis assentatio faceta nobis uideretur, nisi essent milites gloriosi. | Certes la vertu se complaît à elle-même; elle se connaît fort bien et sait combien elle mérite qu'on l'aime. Mais ce n'est pas de la vertu véritable que je parle ici, c'est de la vertu qu'on s'imagine qu'on possède. Ceux qui en sont réellement pourvus sont beaucoup moins nombreux que ceux qui veulent en paraître pourvus. Ce sont ces derniers que charme l'approbation flatteuse et, quand on leur tient le langage artificieux qu'inspire le désir de leur plaire, ils prennent ces paroles vaines pour un témoignage de leur mérite. |
Retour à la liste des locutions latines

### Esse quam videri(Salluste)
Salluste, Guerre de Catilina, 54. [Traduction : François Richard ; Paris, Garnier, 1933.]
| At Catoni studium modestiae, decoris, sed maxime seueritatis erat ; non diuitiis cum diuite neque factione cum factioso, sed cum strenuo uirtute, cum modesto pudore, cum innocente abstinentia certabat ; esse quam uideri bonus malebat : ita, quo minus petebat gloriam, eo magis illum assequebatur. | Caton avait le goût de la modération, de la convenance, surtout de l'austérité ; il luttait, non d'opulence avec les riches, non d'intrigue avec les intrigants, mais de courage avec les braves, de retenue avec les modestes, de réserve avec les purs ; il aimait mieux être honnête que de le paraître ; et ainsi, moins il recherchait la gloire, plus elle venait à lui. |
Retour à la liste des locutions latines

### Et lux in tenebris lucet
Bible, Évangile de Jean, 1, 5. [Traduction Louis Segond, 1910.]
| 1 Au commencement était la Parole, et la parole était avec Dieu, et la 2 Parole était Dieu. Elle était 3 au commencement avec Dieu. Toutes choses ont été faites par elle et rien de ce qui a été fait n'a été fait sans 4 elle. En elle était la vie et la vie 5 était la lumière des hommes. La lumière luit dans les ténèbres et les ténèbres ne l'ont point reçue. |
Retour à la liste des locutions latines

### Et nunc reges, intelligite erudimini qui judicatis terram
Bible, Psaumes 2, 10-11. [Traduction Louis Segond, 1910.]
| Et maintenant, rois, conduisez-vous avec sagesse ! Juges de la Terre, recevez instruction ! Servez l'Éternel avec crainte, Et réjouissez-vous avec tremblement. |
Retour à la liste des locutions latines

### Etiam innocentes cogit mentiri dolor
Montaigne, Essais, 4, 15.
| C'est une dangereuse invention que celle des géhennes, et semble que ce soit plutôt un essai de patience que de vérité. Et celui qui les peut souffrir cache la vérité, et celui qui ne les peut souffrir : car, pourquoi la douleur me fera-t-elle plutôt confesser ce qui en est, qu'elle ne me forcera de dire ce qui n'est pas ? Et, au rebours, si celui qui n'a pas fait ce de quoi on l'accuse est assez patient pour supporter ces tourments, pourquoi ne le sera celui qui l'a fait, une si belle récompense que de la vie lui étant proposée ? Je pense que le fondement de cette invention vient de la considération de l'effort de la conscience : car, au coupable, il semble que la torture aide pour lui faire confesser sa faute, et qu'elle l'affaiblisse ; et d’autre part qu'elle fortifie l'innocent contre la torture. Pour dire vrai, c'est un moyen plein d'incertitude et de danger : que ne dirait-on, que ne ferait-on pour fuir à si graves douleurs ? Etiam innocentes cogit mentiri dolor d'où il advient que celui que le juge a géhenné, pour ne le faire mourir innocent, il le fasse mourir innocent et géhenné. Mille et mille en ont chargé leur tête de fausses confessions, entre lesquels se loge Philotas, considérant les circonstances du procès qu'Alexandre lui fit, et le progrès de sa géhenne. Mais tant y a que c'est, dit-on, le moins mal que l'humaine faiblesse ait pu inventer : bien inhumainement pourtant, et bien inutilement, à mon avis. |
Retour à la liste des locutions latines

### Etiamsi omnes, ego non
Bible, Évangile de Matthieu, 26, 33-34. [Traduction Louis Segond, 1910.]
| Pierre, prenant la parole dit [à Jésus] : Quand tu serais pour tous une occasion de chute, tu ne le seras jamais pour moi. Jésus lui dit : je te le dis en vérité, cette nuit même, avant que le coq chante, tu me renieras trois fois |
Retour à la liste des locutions latines

### Ex Africa semper aliquid novi
Pline l'Ancien, Histoire naturelle, 50, 7, 17, 42. [Traduction Émile Littré, Éd. Nizard, Paris 1877.]
| Leoni praecipua generositas tunc, cum colla armosque uestiunt iubae ; id enim aetate contingit e leone conceptis. Quos uero pardi generauere, semper insigni hoc carent ; simili modo feminae ; magna his libido coitus et ob hoc maribus ira. Africa haec maxime spectat, inopia aquarum ad paucos amnes congregantibus se feris. Ideo multiformes ibi animalium partus, uarie feminis cuiusque generis mares aut ui aut uoluptate miscente : unde etiam uulgare Graeciae dictum semper aliquid noui Africam adferre. | Le lion a le plus de noblesse quand une crinière couvre son cou et ses épaules. Avec l'âge, cet ornement vient à tous ceux qui ont été engendrés par un lion ; mais il manque toujours à ceux qui ont été engendrés par un léopard. Les femelles en sont également dépourvues. Ces animaux sont très ardents en amour, et le rut rend les mâles furieux. C'est l'Afrique qui est le principal théâtre de ces fureurs, la pénurie des eaux assemblant les animaux sur les bords d'un petit nombre de rivières. Aussi y voit-on se produire des formes diverses d'animaux, les femelles s'accouplant de gré ou de force avec des mâles de toute espèce ; de là vient cette façon de parler proverbiale en Grèce : "L'Afrique produit toujours quelque chose de nouveau." |
Retour à la liste des locutions latines

### Ex nihilo nihil
Perse, Satires, 3, 84. [Traduction Louis-Vincent Raoul ; Imprimerie Bogaert-Dumortier, 1829.] Texte sur Wikisource. (La traduction, ancienne et rimée en alexandrins est très approximative.)
| Mæenaque quod prima nondum defecerit orca. Hic aliquis de gente hircosa Centurionum Dicat ; quod sapio, satis est mihi ; non ego curo Esse quod Arcesilas, ærumnosique Solones, Obstipo capite, et figentes lumine terram, Murmura cum secum, et rabiosa silentia rodunt, Atque exporrecto trutinantur verba labello, Æegroti veteris meditantes somnia ; gigni De nihilo nihit, in nihilum nil posse reverti. Hoc est quod palles ? Cur quis non prandeat, hoc est ? | Oh ! de tous vos savans, pour moi, je me défie Tenez, j’ai bien assez de ma philosophie ; Ainsi, gardez pour vous, car nous n’en voulons pas, Celle de vos Solons, de vos Arcésilas, Gens tristes, malheureux, d’humeur atrabilaire, Qui, la lèvre en avant, les yeux fixés à terre, Dans le sombre chagrin dont leur cœur se nourrit, Dévorent en silence et rongent leur dépit. Voyez-les enfoncés, absorbés en eux-mêmes, Se creuser le cerveau, se forger des systèmes, Se tuer à peser quelque sophisme ancien ; Rien n’est créé de rien, rien ne retourne à rien. Voilà donc, s’écriera ce docte personnage, Si nous vous en croyons, ce qu’on nomme être sage ! Ce qui vous fait pâlir, supprimer vos repas ! |
Retour à la liste des locutions latines

### Exegi monumentum ære perennius
Horace, Odes, 3, 30, 1-15. [Traduction : Ch.M. Leconte de Lisle (1818-1894) ; Horace, Traduction nouvelle ; Paris, A. LEMERRE, 1911.]
| Exegi monumentum aere perennius regalique situ pyramidum altius, quod non imber edax, non Aquilo inpotens possit diruere aut innumerabilis annorum series et fuga temporum. Non omnis moriar multaque pars mei uitabit Libitinam; usque ego postera crescam laude recens, dum Capitolium scandet cum tacita uirgine pontifex. Dicar, qua uiolens obstrepit Aufidus et qua pauper aquae Daunus agrestium regnauit populorum, ex humili potens princeps Aeolium carmen ad Italos deduxisse modos. Sume superbiam quaesitam meritis et mihi Delphica lauro cinge uolens, Melpomene, comam. | J'ai achevé un monument plus durable que l'airain, plus haut que les royales pyramides, que ni la pluie qui ronge, ni l'Aquilon ne pourront détruire, ni l'innombrable suite des années, ni la fuite des temps. Je ne mourrai pas tout entier, et une grande part de moi-même évitera la Déesse funèbre. Je grandirai dans la postérité, rajeuni par la louange, tant que le Pontife gravira le Capitolin avec la vierge silencieuse. On dira de moi que là où retentit le violent Aufidus, où Daunus, en un pays aride, régna sur des peuples agrestes, j'ai, le premier, triomphant de mon humble origine, transporté le chant Aeolien dans les mètres Italiques. Prends un orgueil légitime, et viens, Melpoméne, ceindre ma chevelure du laurier Delphique. |
Retour à la liste des locutions latines